# Курчий
Курчий (Виноградовка, на украински: Виноградівка) е село в Южна Украйна, Болградски район на Одеска област. Основано е през 1811 година. Населението му е около 3923 души. Преобладаваща част от жителите са гагаузи.
След поражението на Русия в Кримската война селото става част от Молдова и остава в границите на Румъния до 1879 година.

## Население

### Езици
Численост и дял на населението по роден език, според преброяването на населението през 2001 г.:
| Роден език | Численост | Дял (в %) |
| Общо       | 3923      | 100.00    |
| Гагаузки   | 3382      | 86.20     |
| Руски      | 288       | 7.34      |
| Български  | 130       | 3.31      |
| Украински  | 65        | 1.65      |
| Молдовски  | 28        | 0.71      |
| Цигански   | 7         | 0.17      |
| Арменски   | 6         | 0.15      |
| Беларуски  | 1         | 0.02      |
| Други      | 16        | 0.40      |